# Edenilson Andrade dos Santos
Edenilson Andrade dos Santos (Porto Alegre, Río Grande del Sur, 18 de diciembre de 1989), conocido simplemente como Edenilson, es un futbolista brasileño. Juega como centrocampista y su equipo es el Grêmio del Campeonato Brasileño de Serie A.

## Selección nacional
El 9 de septiembre de 2021 debutó con la selección de Brasil en un encuentro de clasificación para el Mundial 2022 ante Perú que los brasileños ganaron por dos a cero.

## Estadísticas
Actualizado al último partido disputado el 23 de julio de 2025.
| Club                         | Div.          | Temporada     | Liga  | Liga  | Estatal | Estatal | Copas nacionales | Copas nacionales | Copas internacionales | Copas internacionales | Total | Total |
| Club                         | Div.          | Temporada     | Part. | Goles | Part.   | Goles   | Part.            | Goles            | Part.                 | Goles                 | Part. | Goles |
| ---------------------------- | ------------- | ------------- | ----- | ----- | ------- | ------- | ---------------- | ---------------- | --------------------- | --------------------- | ----- | ----- |
| S. E. Caxias do Sul · Brasil | 3.ª           | 2009          | 5     | 0     | 8       | 0       | 2                | 0                | —                     | —                     | 15    | 0     |
| S. E. Caxias do Sul · Brasil | 3.ª           | 2010          | 8     | 1     | 16      | 2       | 0                | 0                | —                     | —                     | 24    | 3     |
| S. E. Caxias do Sul · Brasil | 3.ª           | 2011          | —     | —     | 17      | 0       | 4                | 0                | —                     | —                     | 21    | 0     |
| S. E. Caxias do Sul · Brasil | Total club    | Total club    | 13    | 1     | 41      | 2       | 6                | 0                | 0                     | 0                     | 60    | 3     |
| S. C. Corinthians · Brasil   | 1.ª           | 2011          | 26    | 0     | —       | —       | —                | —                | —                     | —                     | 26    | 0     |
| S. C. Corinthians · Brasil   | 1.ª           | 2012          | 23    | 2     | 13      | 0       | —                | —                | 7                     | 0                     | 43    | 2     |
| S. C. Corinthians · Brasil   | 1.ª           | 2013          | 36    | 0     | 16      | 1       | 4                | 0                | 6                     | 1                     | 62    | 2     |
| S. C. Corinthians · Brasil   | 1.ª           | 2014          | —     | —     | 1       | 0       | —                | —                | —                     | —                     | 1     | 0     |
| S. C. Corinthians · Brasil   | Total club    | Total club    | 85    | 2     | 30      | 1       | 4                | 0                | 13                    | 1                     | 132   | 4     |
| Genoa C. F. C. · Italia      | 1.ª           | 2014-15       | 30    | 0     | —       | —       | 1                | 0                | —                     | —                     | 31    | 0     |
| Udinese Calcio · Italia      | 1.ª           | 2015-16       | 29    | 0     | —       | —       | 1                | 1                | —                     | —                     | 30    | 1     |
| Udinese Calcio · Italia      | Total club    | Total club    | 29    | 0     | 0       | 0       | 1                | 1                | 0                     | 0                     | 30    | 1     |
| Genoa C. F. C. · Italia      | 1.ª           | 2016-17       | 16    | 0     | —       | —       | 1                | 0                | —                     | —                     | 17    | 0     |
| Genoa C. F. C. · Italia      | Total club    | Total club    | 46    | 0     | 0       | 0       | 2                | 0                | 0                     | 0                     | 48    | 0     |
| S. C. Internacional · Brasil | 2.ª           | 2017          | 31    | 1     | 6       | 0       | 2                | 0                | —                     | —                     | 39    | 1     |
| S. C. Internacional · Brasil | 1.ª           | 2018          | 33    | 3     | 9       | 0       | 5                | 2                | —                     | —                     | 47    | 5     |
| S. C. Internacional · Brasil | 1.ª           | 2019          | 30    | 5     | 11      | 0       | 8                | 2                | 9                     | 1                     | 58    | 8     |
| S. C. Internacional · Brasil | 1.ª           | 2020          | 33    | 6     | 9       | 3       | 4                | 0                | 8                     | 0                     | 54    | 9     |
| S. C. Internacional · Brasil | 1.ª           | 2021          | 33    | 11    | 11      | 3       | 2                | 0                | 8                     | 1                     | 54    | 15    |
| S. C. Internacional · Brasil | 1.ª           | 2022          | 31    | 6     | 12      | 1       | 1                | 0                | 10                    | 3                     | 54    | 10    |
| S. C. Internacional · Brasil | Total club    | Total club    | 191   | 32    | 58      | 7       | 22               | 4                | 35                    | 5                     | 306   | 48    |
| Atlético Mineiro · Brasil    | 1.ª           | 2023          | 28    | 1     | 11      | 0       | 3                | 0                | 9                     | 1                     | 51    | 2     |
| Atlético Mineiro · Brasil    | 1.ª           | 2024          | 0     | 0     | 9       | 1       | ―                | ―                | 0                     | 0                     | 9     | 1     |
| Atlético Mineiro · Brasil    | Total club    | Total club    | 28    | 1     | 20      | 1       | 3                | 0                | 9                     | 1                     | 60    | 3     |
| Grêmio · Brasil              | 1.ª           | 2024          | 30    | 1     | ―       | ―       | 4                | 0                | 0                     | 0                     | 34    | 1     |
| Grêmio · Brasil              | 1.ª           | 2025          | 9     | 1     | 12      | 1       | 2                | 0                | 5                     | 1                     | 28    | 3     |
| Grêmio · Brasil              | Total club    | Total club    | 39    | 2     | 12      | 1       | 6                | 0                | 5                     | 1                     | 62    | 4     |
| Total carrera                | Total carrera | Total carrera | 431   | 38    | 161     | 12      | 44               | 5                | 62                    | 8                     | 698   | 63    |
| 1. 2.                        |               |               |       |       |         |         |                  |                  |                       |                       |       |       |

## Palmarés

### Títulos estatales
| Título              | Club              | Estado       | Año  |
| ------------------- | ----------------- | ------------ | ---- |
| Campeonato Paulista | S. C. Corinthians | São Paulo    | 2013 |
| Campeonato Mineiro  | Atlético Mineiro  | Minas Gerais | 2023 |
| Campeonato Mineiro  | Atlético Mineiro  | Minas Gerais | 2024 |

### Títulos nacionales
| Título  | Club              | País   | Año  |
| ------- | ----------------- | ------ | ---- |
| Serie A | S. C. Corinthians | Brasil | 2011 |

### Títulos internacionales
| Título                 | Club              | Sede            | Año  |
| ---------------------- | ----------------- | --------------- | ---- |
| Copa Libertadores      | S. C. Corinthians | América del Sur | 2012 |
| Copa Mundial de Clubes | S. C. Corinthians | Japón           | 2012 |
| Recopa Sudamericana    | S. C. Corinthians | América del Sur | 2013 |